# Articles de capitulation de Québec

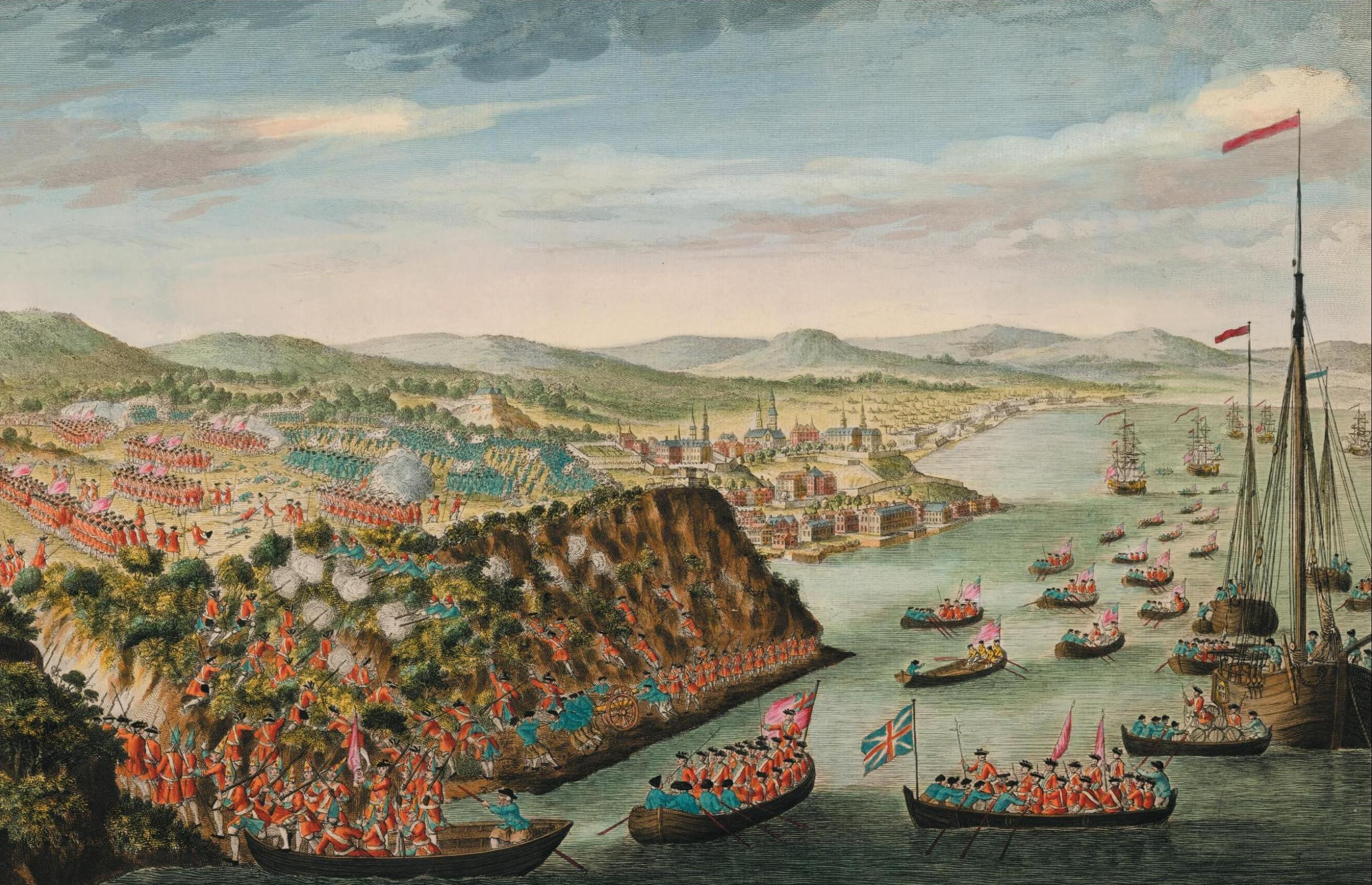
Vue de la prise de Québec, le 13 septembre 1759. Cette gravure de 1797 est basée sur une esquisse exécutée par Hervey Smyth, aide-de-camp du général Wolfe durant le siège de Québec.

Les Articles de capitulation de Québec sont négociés par Jean-Baptiste Nicolas Roch de Ramezay (lieutenant du roi) au nom de la couronne française et au nom de la couronne britannique par l'amiral Charles Saunders et le général George Townshend.
La signature du document a lieu le 18 septembre 1759 à Québec, capitale politique du Canada et de toute la Nouvelle-France. Elle met fin au siège de Québec devenu indéfendable après la défaite française dans les Plaines d'Abraham.
Les 11 demandes formulées par le représentant français Jean-Baptiste Nicolas Roch de Ramezay sont accordées par les autorités militaires britanniques : les honneurs de la guerre, la protection des civils et de leurs propriétés, le libre exercice de la religion catholique romaine, etc.
Quelque sept mois plus tard, pendant que l'armée française est retraitée à Montréal avec le gouvernement de Vaudreuil, le Chevalier de Lévis assiège la ville et tente de la reprendre. C'est la bataille de Sainte-Foy.
Un an plus tard, le gouvernement de la Nouvelle-France capitule, sans aucun affrontement, à Montréal, le 8 septembre 1760.